# Navarrette Peak
Navarrette Peak är en bergstopp i Antarktis. Den ligger i Västantarktis. Inget land gör anspråk på området. Toppen på Navarrette Peak är 2 107 meter över havet.
Terrängen runt Navarrette Peak är platt åt sydväst, men åt nordost är den kuperad. Trakten är obefolkad. Det finns inga samhällen i närheten. 